# 揭阳站
揭阳站是梅汕铁路的一座车站，位于广东省揭阳市揭东区锡场镇，邻近G78汕昆高速公路、县道114线、既有广梅汕铁路，距离揭阳市中心直线距离约6公里。
揭阳站规划和建设时名揭阳北站，2019年10月8日变更为现时名称，原揭阳站同时更名为揭阳南站。同月11日，车站随梅汕线通车启用。

## 车站结构
本站站房面积10,000㎡，设置2台6线（正线2条，到发线4条），均为岛式站台。

### 车站楼层
| 地上二层 | 上行站台 | 梅汕铁路 潮汕方向（下站：揭阳机场） |  |  |
|          | 岛式站台 |                                     |  |  |
|          | 上行站台 | 梅汕铁路 潮汕方向（下站：揭阳机场） |  |  |
|          |          | 梅汕铁路 潮汕方向越行线             |  |  |
|          |          | 梅汕铁路 梅州西方向越行线           |  |  |
|          | 下行站台 | 梅汕铁路 梅州西方向（下站：丰顺东） |  |  |
|          | 岛式站台 |                                     |  |  |
|          | 下行站台 | 梅汕铁路 梅州西方向（下站：丰顺东） |  |  |
| 地面     | 站厅     | 售票处、候车区、进站口、出站口      |  |  |

## 利用状况
截至2025年1月5日全国铁路季度调图，揭阳站共开行37趟列车，可通往广州、珠海、深圳、汕头、潮州、梅州、厦门、武汉、长沙、南昌、香港等地。

## 未来发展
未来，本站梅汕铁路站场的北侧将新建一个规模为2岛4线的城际场，供粤东城际铁路和揭惠铁路列车使用。本站汕头端咽喉设一组“八”字渡线，惠来端咽喉预留揭惠铁路复线引入及“八”字渡线设置条件。

## 外部連結
- 维基共享资源上的相關多媒體資源：揭阳站